# 單發手槍
單發手槍是無內部供彈具的手槍。某些為雙槍管甚至四槍管的構造，這些仍然是廣義的單發多響手槍，亦有些雖然不能填裝，但可以在握把中預先收藏備用子彈，再直接取出作裝填。
單發手槍雖然在戰鬥或自衛上不方便，可是其簡單堅固和較高的精度，而單槍管的單發手槍常成為射擊競賽的專用手槍，如奧運會射擊比賽中的自由手槍項目。
而因為其構造簡單所以能做得比使用同級火力子彈的其他手槍更為小巧，因此常成為恐怖分子或遊擊隊暗殺的道具，如美國西部時代的“费城德林杰”手枪及二次大戰的FP-45 解放者，前者成為南北戰爭末期南軍暗殺林肯總統的凶器，後者甚至常由歐洲抵抗運動的人員在地下廠房自制。
同樣因為其構造簡單，所以適合發射較大威力的槍彈供狩獵使用，例如在十九世紀發明的單發狩獵手槍(Howdah pistol)，如發射步槍子彈.223 Remington子彈的雷明登XP-100手槍。